# Bataille d'Aden (28-29 août 2019)
Pour les articles homonymes, voir bataille d'Aden.
Guerre civile yéménite
Batailles
- Bataille d'Amran
- 1re Bataille de Sanaa
- Bataille de l'aéroport d'Aden
- 1re Bataille d'Aden
- Bataille de Taëz
- 1re Bataille de Moukalla
- 2e Bataille de Moukalla
- 2e Bataille de Sanaa
- 2e Bataille d'Aden
- Bataille d'al-Hodeïda
- Prise de Socotra
- 3e Bataille d'Aden
- 4e Bataille d'Aden
- Offensive de Najran
- Attaque d'Abqaïq et de Khurais
- Offensive d'Al Bayda
- Offensive d'Al Jawf
- Bataille de Marib

La bataille d'Aden se déroule du 28 au 29 août 2019 lors de la guerre civile yéménite. Elle voit la ville d'Aden être brièvement reprise par les loyalistes avant d'être aussitôt reconquise par les séparatistes.

## Prélude
Le 7 août 2019, des combats éclatent à Aden entre les forces loyalistes du président Hadi et les séparatistes du Cordon de sécurité, affilié au Conseil de transition du Sud. Ils s'achèvent à l'avantage des séparatistes sudistes qui prennent le contrôle de la ville le 10 août.
L'Arabie saoudite et les Émirats arabes unis tentent alors d'apaiser la situation et appellent au dialogue. Le 14 août, le gouvernement d'Abdrabbo Mansour Hadi exige que les séparatistes se retirent des positions conquises. Les 16 et 17 les séparatistes se retirent du palais présidentiel, de l'hôpital de la ville, des sièges du gouvernement, du Conseil suprême de la justice et de la banque centrale, mais ils maintiennent leur présence à l'intérieur des camps militaires capturés,.
Le 20 août, un autre incident survient dans la province d'Abyane, à l'est d'Aden, lorsque des séparatistes du Cordon de sécurité encerclent le QG des forces spéciales à Zinjibar, le chef-lieu de la province, et une caserne à al-Kaud en exigeant la reddition de soldats pro-Hadi,. Après quelques combats ayant fait quatre morts et 23 blessés des deux côtés, le gouverneur loyaliste de la province d’Abyane, Aboubakr Hussein, négocie l'évacuation des troupes pro-Hadi : 1 100 hommes des forces spéciales se retirent de Zinjibar et 350 hommes de la police militaire se retirent d'al-Kaud. Les deux QG sont ensuite occupés par les séparatistes.
En revanche le 24 août, après deux jours de combats et au moins 11 morts, les loyalistes s'emparent de la ville d'Ataq, chef-lieu du gouvernorat de Chabwa,,,. Deux jours plus tard, trois bataillons séparatistes font défection. 
Le 26 août, l'Arabie saoudite et les Émirats arabes unis annoncent la mise en place d'un comité pour apaiser les tensions entre loyalistes et séparatistes,.
Mais les loyalistes mobilisent d'importants renforts et le 28 août ils contre-attaquent à Abyane, où ils reprennent le contrôle de Zinjibar, puis de l'ensemble de la province. Les séparatistes se replient alors sur Aden, suivis par les forces gouvernementales.

## Déroulement
Le 28 août, les forces loyalistes entrent à Aden. Des combats ont lieu, mais rapidement les troupes gouvernementales s'emparent de l'aéroport et du palais présidentiel,,. À la fin de la journée, le gouvernement yéménite annonce alors avoir repris le contrôle total de la ville,.
Mais le 29 août, après avoir rassemblés des renforts, les séparatistes sudistes contre-attaquent et reprennent en quelques heures la totalité d'Aden,. Les loyalistes se replient alors sur la province d'Abyane, poursuivis par les séparatistes qui ne s'arrêtent qu'à Zinjibar,. Aïdarous al-Zoubaïdi et Hani ben Brik apparaissent alors dans les rues d'Aden au milieu de leurs hommes,.
Le même jour, le gouvernement yéménite accuse les Émirats arabes unis d'avoir bombardé ses troupes à Aden et Zinjibar. Mohammed al-Hadhrami, vice-ministre des Affaires étrangères du gouvernement Hadi, appelle alors l'Arabie saoudite à soutenir « la légalité yéménite et à mettre fin à cette escalade illégale et injustifiée ». Le lendemain, les Émirats confirment avoir mené des raids aériens, mais affirment avoir cibles des « milices terroristes » et avoir agi en « légitime défense » après des attaques contre « les forces de la coalition dans l'aéroport d'Aden »,. Les Émirats accusent l'armée yéménite d'être constituée en partie de membres d'al-Islah, un mouvement affilié aux Frères musulmans. Le gouvernement Hadi répond le même jour en dénonçant « les fausses justifications données par les Emirats arabes unis pour dissimuler leurs attaques flagrantes contre les forces armées nationales. La tentative des Emirats arabes unis d'associer le terrorisme à l'armée nationale est simplement une tentative misérable de dissimuler son ciblage flagrant et illégal de l'armée ». Le président Hadi déclare également que les « milices rebelles » ont « attaqué toutes les institutions de l'Etat et ses positions militaires à Aden avec le soutien, le financement et la planification des Émirats ». L'Arabie saoudite observe pour sa part un silence embarrassé.
Le 30 août, une moto piégée explose dans le quartier de Saad à Aden, faisant trois morts parmi les hommes du Cordon de sécurité. L'attaque est revendiquée par l'État islamique, via l'agence Amaq. Un autre attentat commis le même jour fait également cinq blessés parmi les gardes d'un chef militaire des séparatistes.
Les 30 et 31 août, les séparatistes arrêtent plusieurs dizaines de personnes, membres de « cellules dormantes » djihadistes ou partisans du gouvernement Hadi,. Le Conseil de transition du Sud déclare dans un communiqué : « Le terrorisme de Daech et d'Al-Qaïda est l'autre visage du gouvernement et de ses institutions infiltrées ».

## Réactions
Le 29 août, le Conseil de sécurité des Nations unies se déclare, dans une déclaration adoptée à l'unanimité, « particulièrement préoccupé » par la situation dans le sud du Yémen, et appelle à « préserver l'intégrité » et à « la reprise de négociations globales (...) pour mettre un terme au conflit ».

## Pertes
Le bilan humain des combats n'est pas connu. Le 29 août, Stéphane Dujarric, porte-parole du Secrétaire général des Nations unies, annonce que selon des informations préliminaires, au moins 13 personnes ont été tuées et 70 blessées en deux jours dans les gouvernorats d'Aden et d'Abyane.
Le 29 août, le ministre yéménite de l'Information, Mouammar al-Iryani, affirme quant à lui que les frappes émiraties ont fait 40 morts, tant militaires que civils, et 70 blessés. L'agence Reuters fait état le lendemain d'au moins 45 morts dans les frappes
Plusieurs dizaines de civils blessés sont également admis en quarante-huit heures dans l'hôpital d'Aden géré par Médecins sans frontières.

## Suites
Peu après ces combats, des pourparlers indirects sont organisés par l'Arabie saoudite entre les deux belligérants. Le 7 octobre, les deux parties sont proches d'un accord sur un partage du pouvoir prévoyant le retour du gouvernement à Aden, en échange de la sécurisation de la ville par les séparatistes et une entrée de ceux-ci au gouvernement et à la direction du gouvernorat,.
Le 14 octobre, en signe d'apaisement, l'armée émiratie se retire d'Aden et de la base aérienne Al-Anad au profit de l'armée saoudienne. Ils se retirent également de Lahij. Le 27 octobre, le commandement de la coalition à Aden passe sous contrôle saoudien.
Un accord est obtenu le 24 octobre. L'accord doit être signé le 5 novembre.
Selon la chercheuse Elisabeth Kendall, de l'Université d'Oxford, « à court terme, l'accord va permettre à la coalition de rester soudée et de concentrer ses efforts sur la bataille contre les Houthis. Les ambitions du Sud ne disparaîtront pas comme ça et la question est de savoir si [les séparatistes] peuvent être temporairement maîtrisés ».
En janvier 2020, l'accord n'est toujours pas mis en œuvre. Al-Zoubaïdi pointe du doigt ses rivaux d'Al-Islah. Le 26 avril 2020, à la suite de l'effondrement de l'accord de paix, le Conseil de transition du Sud proclame l'autonomie des provinces du sud du pays. Le 27 avril, la coalition rejette cette proclamation. Le 29 juillet, le Premier ministre Saïd est chargé de former un nouveau gouvernement. Le jour même, le STC renonce à l'autonomie. Le 29 juillet, Saïd est chargé de former un nouveau gouvernement. Le jour même, le STC renonce à l'autonomie. Le 10 décembre 2020, les forces gouvernementales et les séparatistes se retirent d'Aden et d'Abyane. Le nouveau gouvernement est formé le 18 décembre,.